# Karim Fegrouche
Karim Fegrouche (Casablanca, 1 januari 1982) is een Marokkaans voormalig voetballer. Hij debuteerde in 2008 in het Marokkaans voetbalelftal.

## Interlandcarrière
Fegrouche werd door interim-coach Jamal Fathi opgeroepen om aan te treden voor de Marokkaanse nationale ploeg in de WK 2010-kwalificatiewedstrijden tegen Ethiopië, Mauritanië en Rwanda. Hij debuteerde op 20 augustus 2008 in een vriendschappelijke interland tegen Benin.